# Охтруп
Охтруп (нім. Ochtrup) — місто в Німеччині, знаходиться в землі Північний Рейн-Вестфалія. Підпорядковується адміністративному округу Мюнстер. Входить до складу району Штайнфурт.
Площа — 105,54 км2. Населення становить 19 673 ос. (станом на 31 грудня 2020).